# Хил
Хил (грч. Ὕλᾱς, лат. Hyllus) је у грчкој митологији било име више јунака, три Хераклова сина, од којих је најпознатији онај кога је имао са Дејаниром (или Мелитом). Тај Хил је био епонимни херој дорске филе Хилеја.

## Митологија
Када је Хилов отац Херакло био продан као роб лидијској краљици Омфали, Хил је са својом мајком Дејаниром протеран из свог града Тиринта. Протерао их је микенски краљ Еуристеј и они су нашли уточиште код трахинског краља Кеика. Када се Херакло и после три године није вратио, Дејанира је послала сина Хила да оде и потражи оца.
Хил га је пронашао у граду Ехалији, где је овај, након што се ослободио ропства, дошао да се освети краљу Еуриту због давно нанесене увреде. Еурит је, наиме, био одбио да му да за жену своју кћерку Јолу. Хил је Хераклу предао огртач који му је послала Дејанира (или је то учинио Хераклов гласник Лиха), а када га је овај огрнуо, осетио је несносне болове. Хил се вратио кући и напао мајку због тога што је послала такав огртач, али она му је објаснила да је огртач натопила крвљу кентаура Неса, како би опет стекла Хераклову љубав, јер се бојала супарнице Јоле. Нес је знао да је крв отровна, али је убедио Дејаниру у супротно како би се осветио Хераклу. Хил је кренуо да обавести оца о кобној забуни и о томе да Дејанира није крива. Како је разјаснио ситуацију, обојица су се запутила ка њој. Када су стигли у град, сазнали су да се она убила јер је осетила кривицу због Хераклове патње. Тада је Херакле замолио сина да га убије и скрати његове патње, али он то није могао да учини и једино што је могао је да испуни другу очеву жељу, а она је била да се ожен Јолу.
Када се Херакло растао од овоземаљског живота, Хил се настанио у Тиринту и тамо је срећно живео са својом супругом све док га Еуристеј није поново протерао. Хил је пронашао своје ново уточиште у Атини и тамо је дочекао да осети задовољство за све недеће које је њему и његовом оцу задао Еуристеј, јер је био сведоком његове срамне смрти. Заправо, када су Хераклиди напали њега и његове синове, све су их побили, а Еуристеја је у покушају бега из Атине сустигао Хил и одсекао му главу, коју је послао Алкмени.
Хераклови потомци, Хераклиди, су пре сукоба са Еуристејем настанили Маратон, а касније су кренули на Пелопонез. Међутим, погрешно су протумачили пророчанство и поход је пропао. Том приликом, Тегеачанин Ехем је убио Хила у двобоју. Наиме, када је Хил питао пророчиште у Делфима када да крену у поход, одговорено му је да „сачека трећу бербу“. Он је то протумачио да је требало да сачека три године и то је и учинио. Хилов син је био Клеодај, а кћерка Евехма, које је имао са Јолом.

## Други ликови
- Војник у Енејиној војсци кога је убио Турно.[1]
- Према Паусанији, Гејин син према коме је река у Лидији добила назив.[1]
- Тројанац кога је убио Ајант, Теламонов син.[6]
- Крићанин, син Терсандара и Аретусе, кога је у тројанском рату убио Енеја.[7]
- Према неким изворима, можда друго име Агелаја.[8]